# 糞蠅科
糞蠅科（學名：Scathophagidae），又名拟花蝇科，是家蠅總科下的一個小科。這個科下的黃糞蠅是北半球最為普遍及大量的蒼蠅。
糞蠅科下的物種在幼蟲階段較為多樣化，包括有吃植物的、水中掠食者及吃其他昆蟲的幼蟲等。成蟲一般會在花朵出沒，以獵食其他細小的昆蟲，而非傳播花粉。事實上牠們會獵食麗蠅，故在生物防治病蟲害中是有益的媒介。
糞蠅科其下共有66個屬及約500個物種。大部份都是在古北區及新北區發現，整個科都差不多限制於北半球以內，唯有5個物種是生活在南半球的。最豐富及多樣的糞蠅科是在俄羅斯遠東，很多新物種在當地發現。由於牠們在北方（甚至全北區）的分佈，有指牠們是所有蒼蠅中生活在最北的地區。在加拿大就有150種糞蠅科，而凍土層就有25種。在不列顛群島就發現了54種糞蠅科，差不多所有都是分佈在全北區的。

## 外部連結
- 維基物種上的相關：糞蠅科
- Diptera.info （页面存档备份，存于）
- BuG Guide （页面存档备份，存于）
- 古北區 （页面存档备份，存于）
- 新北區
- 日本
- 南半球 （页面存档备份，存于）